# Constantino Ducas (general)
Constantino Ducas (em grego: Κωνσταντίνος Δούκας; m. 8 de abril de 1179) foi um sebasto, general e governador provincial sob o imperador Manuel I Comneno (r. 1143–1180). Sua relação com a prestigiosa família Ducas é desconhecido. O pouco que se sabe sobre ele provém de um pequeno relato biográfico num manuscrito. De acordo com ele, em 1173, Manuel enviou-o para ajudar a defender Ancona na Itália, uma aliada bizantina, contra o ataque combinado do imperador Frederico I Barba Ruiva (r. 1155–1190) e a República de Veneza. O cerco durou sete meses, mas Constantino com sucesso defendeu a cidade. Subsequentemente, ele foi enviado como governador (duque) na Dalmácia e Dirráquio. Ele morreu de pleurisia em sua casa em 8 de abril de 1179.